# Song Kang
Song Kang (korejsky 송강; * 23. dubna 1994) je jihokorejský herec. Je známý pro své role v televizních seriálech Love Alarm (2019–2021), Sladký domove! (2020), Navillera (2021) a Nevertheless (2021).

## Kariéra

### 2017–2018: Začátek kariéry
Song Kang debutoval v roce 2017 v romantickém komediálním seriálu The Liar And His Lover ve vedlejší roli. Ve stejném roce si zahrál v rodinném dramatickém seriálu Man in the Kitchen. Objevil se také ve videoklipech „Sweet Summer Night" od The Ade a v „Love Story" od Suran.
Od února do října 2018 se spolu s Mingyuem ze Seventeen a s Jung Chae-yeon z DIA stal také součástí obsazení hudebního pořadu Inkigayo. Také se připojil ke stálému obsazení varieté show Village Survival, the Eight. Díky těmto dvěma projektům byl v roce 2018 nominován na cenu Rookie Award na SBS Entertainment Awards. V červenci 2018 debutoval na velkém plátně ve fantasy filmu Beautiful Vampire, kde si zahrál hlavní roli.

### 2019–současnost: Růst popularity
V roce 2019 si zahrál vedlejší roli ve fantasy melodramatickém seriálu When the Devil Calls Your Name. V tom samém roce se objevil v hlavní roli v originálním seriálu streamovací služby Netflix Love Alarm, který byl natočen dle stejnojmenného webtoonu. Song Kang byl obsazen do své vůbec první seriálové hlavní role díky konkurzu, kterého se zúčastnilo 900 lidí. V seriálu ztvárnil pohledného studenta střední školy, který se zamiluje do dívky (Kim So-hyun), do které je tajně zamilovaný i jeho nejlepší přítel. Seriál měl na Netflixu značný úspěch a díky tomu byla oznámena druhá série. Na konci roku se také objevil ve videoklipu „Call Me Back" od Vibe.
V roce 2020 ztvárnil hlavní roli v originálním hororovém seriálu Sladký domove! od Netflixu, který byl natočen podle stejnojmenného webtoonu. Na casting ho doporučil sám režisér seriálu Love Alarm. V seriálu ztvárnil středoškolského studenta Cha Hyun-su, který se se skupinou přeživších snaží přežít apokalypsu. Reakce na seriál byly sice smíšené, ale i tak se seriálu dostalo mezinárodního úspěchu. Jen měsíc po vydání série bylo magazínem Variety zveřejněno, že Netflix u této série eviduje více než 22 milionů zhlédnutí. Song Kang byl ještě ten rok nominován v kategorii Nejlepší nový herec v oblasti TV na Baeksang Arts Awards.
V roce 2021 se objevil v pokračování úspěšného seriálu Love Alarm. 22. března se začal vysílat dramatický seriál Navillera televize tvN. Ztvárnil zde studenta baletu, který bojuje s osobními problémy, které se promítají i do jeho výkonu. Song Kang se kvůli své roli učil balet 6 měsíců. Seriál byl uveden také mezinárodně na Netflixu. V červnu mělo premiéru romantické drama Nevertheless, které bylo uvedeno také mezinárodně na Netflixu. Bylo také potvrzeno, že v druhé polovině roku bude natáčet s herečkou Pak Min-jong drama KMA People: Office Romance Cruelty.

## Filmografie

### Film
| Rok  | Název CZ/EN       | Originální název | Role         |
| ---- | ----------------- | ---------------- | ------------ |
| 2018 | Beautiful Vampire | 뷰티풀 뱀파이어  | Lee So-nyeon |

### Seriál
| Rok     | Název CZ/EN                        | Originální název                   | Role           |
| ------- | ---------------------------------- | ---------------------------------- | -------------- |
| 2017    | The Liar and His Lover             | 그녀는 거짓말을 너무 사랑해        | Baek Jin-woo   |
| 2017–18 | Man in the Kitchen                 | 밥상 차리는 남자                   | Kim Woo-joo    |
| 2019    | Touch Your Heart                   | 진심이 닿다                        | cameo          |
| 2019    | When the Devil Calls Your Name     | 악마가 너의 이름을 부를 때         | Luka Aleksević |
| 2019–21 | Love Alarm                         | 좋아하면 울리는                    | Hwang Sun-oh   |
| 2020    | Sladký domove!                     | 스위트홈                           | Cha Hyun-soo   |
| 2021    | Navillera                          | 나빌레라                           | Lee Chae-rok   |
| 2021    | Nevertheless                       | 알고있지만                         | Park Jae-eon   |
| 2022    | KMA People: Office Romance Cruelty | 기상청 사람들 : 사내연애 잔혹사 편 | Lee Shi-woo    |
| 2023    | My Demon                           | 마이 데몬                          | Jeong Gu-won   |